# Barville (Vosges)
Pour les articles homonymes, voir Barville.
Barville est une commune française située dans le département des Vosges en région Grand Est.
Ses habitants sont appelés les Barvillois.

## Géographie

### Localisation
La commune est à 2,0 km de Attignéville et 12,8 de Neufchâteau.

### Géologie et relief
La commune se compose de 352,65 hectares de territoires agricoles (41,34 %) et 500,68 hectares de forêts et milieux semi-naturels (58,70 %).
Espaces naturels :
- Un espace protégé hors Natura 2000 : Maison forestiere de malavoye et forêt environnante[4],
- Une zone naturelle d'intérêt écologique, faunistique et floristique (Znieff) :

Pays de Neufchâteau,
Forêt de Neufeys et gîte à chiroptères à Vouxey.

### Hydrographie et les eaux souterraines
Hydrogéologie et climatologie : Système d’information pour la gestion des eaux souterraines du bassin Rhin-Meuse :
Territoire communal : Occupation du sol (Corinne Land Cover); Cours d'eau (BD Carthage),
Géologie : Carte géologique; Coupes géologiques et techniques,
 Hydrogéologie : Masses d'eau souterraine; BD Lisa; Cartes piézométriques.
La commune est située dans le bassin versant de la Meuse au sein du bassin Rhin-Meuse. Elle est drainée par le Vair,.
Le Vair, d'une longueur totale de 65,3 km, prend sa source dans la commune de Dombrot-le-Sec et se jette  dans la Meuse à Maxey-sur-Meuse, en limite avec Greux, après avoir traversé 23 communes.

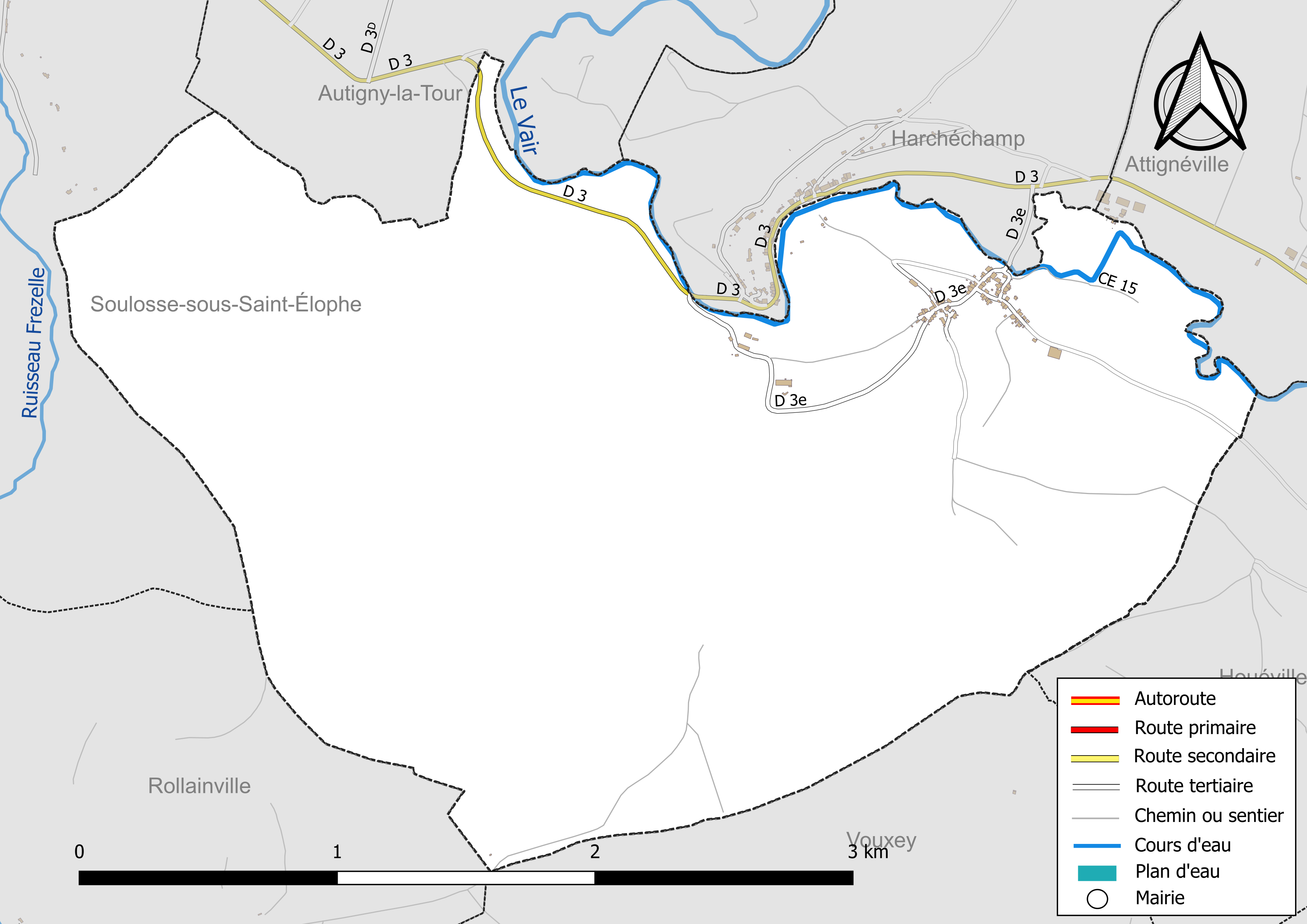
Réseaux hydrographique et routier de Barville.

### Climat
Pour des articles plus généraux, voir Climat du Grand Est et Climat des Vosges.
En 2010, le climat de la commune est de type climat de montagne, selon une étude du Centre national de la recherche scientifique s'appuyant sur une série de données couvrant la période 1971-2000. En 2020, Météo-France publie une typologie des climats de la France métropolitaine dans laquelle la commune est exposée à un climat océanique altéré et est dans la région climatique  Lorraine, plateau de Langres, Morvan, caractérisée par un hiver rude (1,5 °C), des vents modérés et des brouillards fréquents en automne et hiver. 
Pour la période 1971-2000, la température annuelle moyenne est de 9,6 °C, avec une amplitude thermique annuelle de 17 °C. Le cumul annuel moyen de précipitations est de 873 mm, avec 13 jours de précipitations en janvier et 9,3 jours en juillet. Pour la période 1991-2020, la température moyenne annuelle observée sur la station météorologique de Météo-France la plus proche, « Rollainville », sur la commune de Rollainville à 4 km à vol d'oiseau, est de 10,3 °C et le cumul annuel moyen de précipitations est de 860,3 mm. 
La température maximale relevée sur cette station est de 39,6 °C, atteinte le 25 juillet 2019 ; la température minimale est de −18,2 °C, atteinte le 20 décembre 2009,,. 
Les paramètres climatiques de la commune ont été estimés pour le milieu du siècle (2041-2070) selon différents scénarios d'émission de gaz à effet de serre à partir des nouvelles projections climatiques de référence DRIAS-2020. Ils sont consultables sur un site dédié publié par Météo-France en novembre 2022.

## Urbanisme

### Typologie
Au 1er janvier 2024, Barville est catégorisée commune rurale à habitat dispersé, selon la nouvelle grille communale de densité à sept niveaux définie par l'Insee en 2022.
Elle est située hors unité urbaine. Par ailleurs la commune fait partie de l'aire d'attraction de Neufchâteau, dont elle est une commune de la couronne,. Cette aire, qui regroupe 72 communes, est catégorisée dans les aires de moins de 50 000 habitants,.

### Occupation des sols
L'occupation des sols de la commune, telle qu'elle ressort de la base de données européenne d’occupation biophysique des sols Corine Land Cover (CLC), est marquée par l'importance des forêts et milieux semi-naturels (59,2 % en 2018), une proportion identique à celle de 1990 (59,2 %). La répartition détaillée en 2018 est la suivante : 
forêts (58,7 %), terres arables (24,5 %), zones agricoles hétérogènes (10,5 %), prairies (5,8 %), milieux à végétation arbustive et/ou herbacée (0,6 %). L'évolution de l’occupation des sols de la commune et de ses infrastructures peut être observée sur les différentes représentations cartographiques du territoire : la carte de Cassini (XVIIIe siècle), la carte d'état-major (1820-1866) et les cartes ou photos aériennes de l'IGN pour la période actuelle (1950 à aujourd'hui).

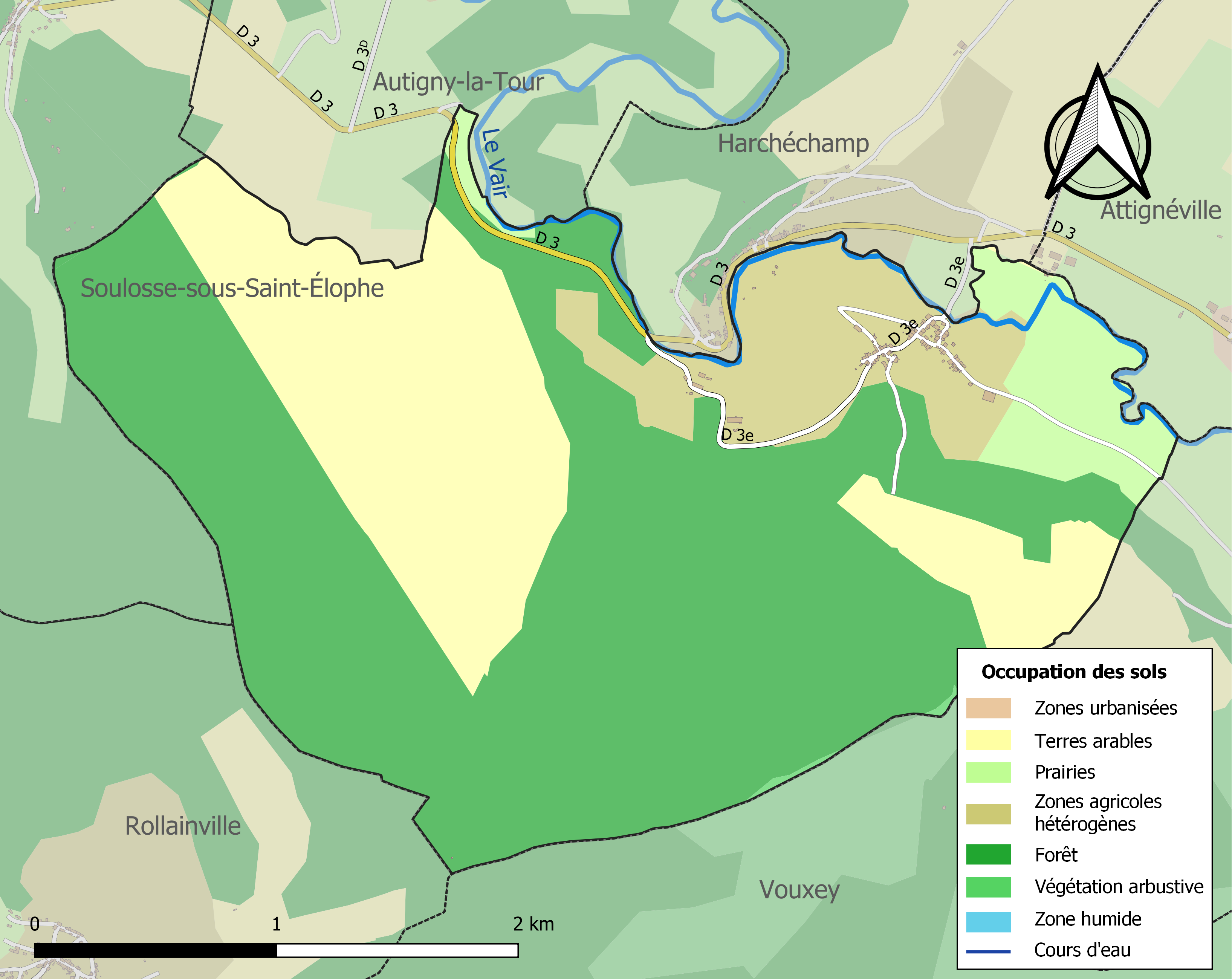
Carte des infrastructures et de l'occupation des sols de la commune en 2018 (CLC).

### Voies de communications et transports

#### Voies routières
- A31 (aussi appelée autoroute de Lorraine-Bourgogne). Échangeurs Châtenois, Bulgnéville, Colombey-les-Belles.

#### Transports en commun
- Fluo Grand Est.

#### Lignes SNCF
- Gare de Contrexéville
- Gare de Vittel
- Gare de Neufchâteau

#### Transports aériens
- L'Aéroport d'Épinal-Mirecourt « Vosges Aéroport ».

À partir de l'été 2021, l’aéroport d’Épinal-Mirecourt est devenu le "pélicandrome" de la Zone Est et servira ainsi de base de ravitaillement et d’intervention pour les avions bombardiers d’eau connus sous le nom de Dash 8.
- Aéroport de Nancy-Essey.

## Toponymie
Le nom de la localité est attesté sous les formes Bearvilla au Xe siècle (Perrin, p. 695); Borville en 1225 (Hist. de la maison du Châtelet, pr., p. 1); Barville en 1248 (Morière, Cat. des actes de Math. II, p. 312); Berville en 1465 (arch. des Vosges, vi H 10, fol. 17 v°); 
Barvilla XVIe siècle (arch. de la Meuse, B 353, fol. 229 v°); Barrivilla en 1768 (pouillé Chatrian, p. 313); Barville-sur-Vair en 1779 (Durival),.
Il s'agit d'une formation toponymique médiévale en -ville au sens ancien de « domaine rural » dont le premier élément Bar- représente un anthroponyme selon le cas général,. Il est cependant difficile à identifier étant donné la diversité des formes anciennes. Cependant Ernest Nègre propose le nom de personne germanique Berardus (-us est la désinence latine utilisée dans les textes rédigé en latin médiéval, c'est pourquoi il faut comprendre Berhard, Berard cf. nom de famille Bérard) qui aurait été traité comme *Bedardus.
Remarque : Il est nécessaire que Berard se soit altéré en *Bedard pour pouvoir justifier de l'amuïssement de la consonne intervocalique Bear-. En effet, [r] ne faiblit pas en cette position, contrairement à [d] qui s'amuït régulièrement en langue d'oïl. Il n'y a pas d'homonymie avec les autres Barville dont les formes anciennes sont différentes mais une simple homophonie.

## Histoire
- Origines religieuses :

En 1584, les terres de la Baronnerie du Châtelet comprenaient les châteaux et villages de : Coussey, Attignéville, Autigny la Tour, Harchéchamp, Fruze, Pompierre, Rouvres la Chétive et Sartes. Barville, encore loin d'être considéré comme un village regroupait sur ses hauteurs l'église (ou chapelle) et le logement du chapelain qui fut remplacé par la cure datant de 1610 renommée par la suite "le manoir de Barville". Ce lieu de culte dépendait depuis 1226 de l'abbaye de l'Étanche que les Dames Secrètes de Remiremont avaient octroyé en contrepartie de céder deux tiers des dîmes et le droit de présentation à la cure. La chronique précise que plus tard Louis XIV aurait séjourné à la cure pendant son passage pour rejoindre l'Alsace en guerre et s'y serait confessé.
- Le chatelet :

Au XIIIe siècle, Thierry dit le Diable, fils cadet de Ferry Ier seigneur de Bitche, devint la souche de la famille du Châtelet. Sur ses terres, Thierry bâtit une grosse tour sur une éminence de terrain dominant le Vair et formant une presqu'île entourée par un des méandres du Vair. Cette tour fut appelée "le Chastelet" et c'est elle qui donna son nom aux descendants de son constructeur. Elle devient à son tour un donjon et chasteil dudit "Chastelet" en 1384.
Puis, un bourg s'éleva au pied de la forteresse à son tour entouré d'une muraille. Celle-ci avait également ses tours : tours communes de la ville, tour carrée en 1735, tour de la Chancellerie et la tour de Lorraine séante à l'un des coins du bourg du Chastelet.
Sur les hauteurs du bois actuel de Barville se trouvaient des croix de pierre. C'est là que se trouvait la potence où l'on pendait les malfaiteurs, criminels et ceux qui commettaient le crime de déplaire au seigneur. On dit encore, quand on passe à cet endroit, qu'on passe devant "la justice".
- Barville de 1654 à 1870 :

L'origine de la création du village est inconnue mais on peut croire que son évolution s'est accélérée dans le courant du XIVe siècle avec sa séparation du seul fief reconnu du Châtelet. Les actes de baptêmes, mariages et sépultures commencent en 1654. On y retrouve mentionnées les maisons de Bassompierre, d'Anglure (comte de Bourlémont), de Maillard, d'Hennezel, du Vignot, des Evrard et de La Borde.
Barville faisait partie de la baronnie du Châtelet, de la grande famille éponyme de Lorraine. La cité dépendait au XVIIIe siècle de la maison de Bassompierre. Sur son territoire se dressait le château du Châtelet, chef-lieu de la baronnie. 
Sous Napoléon Ier, Mathieu de Barville revient au village pensionné après 14 campagnes. Il est nommé maire du village en 1814. Un général nommé Royer habitait le Châtelet et fut anobli comme baron par l'empereur. À la révolution de 1848, les plaques de cheminées portant les fleurs de lys sont retournées afin de se conformer au décret. En 1870, Rol Émile succède à Mathieu de Barville, alors âgé de 87 ans ce qui est exceptionnel à cette époque, et restera maire pendant 14 ans. A la déclaration de la guerre, Passetemps Théodore et Colnet Charles s'engagèrent comme francs-tireurs au camp de la Vacheresse. Le 15 août 1870 l'armée de Mac-Mahon passe en débandade et le 16 août les Allemands envahissent le village.
- Les enfants de Barville / Harchechamp morts pour la France pendant la Première Guerre mondiale[26] :

Barville : Henri Ladrange ; Jse Merlin ; Aimé Noël ; Georges Chauvet ; Gaston Durand.
Harchechamp : Marcel Thiéry ; Maurice Dufort ; Ch. Hyeuguenne ; Georges Renaux ; Henri Derbanne ; Are Mangeot ; Georges Joecker; Louis Mathieu ; Louis Voriot ; Jean Cripia.
Quatre soldats reposent au cimetière communal dans des sépultures militaires individuelles :
* Louis Voriot, classe 1918 (20 ans), 55e bataillon de chasseurs à pied, mort pour la France le 9 novembre 1918. D'après les recherches, Louis Voriot serait décédé à deux jours de l'Armistice dans les derniers combats pour repousser l'ennemi dans la bataille de Rocroi dans les  Ardennes.
* Ernest Delaunai, Classe 1890 (47 ans), 238e régiment d'infanterie, décédé le 16 février 1917. Le soldat Delaunai n'est pas habitant de la commune et la mention "décédé" confirmerait qu'il serait mort de maladie lors de son passage dans le village.
* Louis Mathieu, Classe 1916 (22 ans), 88e régiment d'infanterie, mort pour la France le 11 juin 1918.
* Georges Chauvet, Classe 1900 (38 ans), 68e régiment d'infanterie, mort pour la France le 30 septembre 1918.

## Politique et administration

### Budget et fiscalité 2023

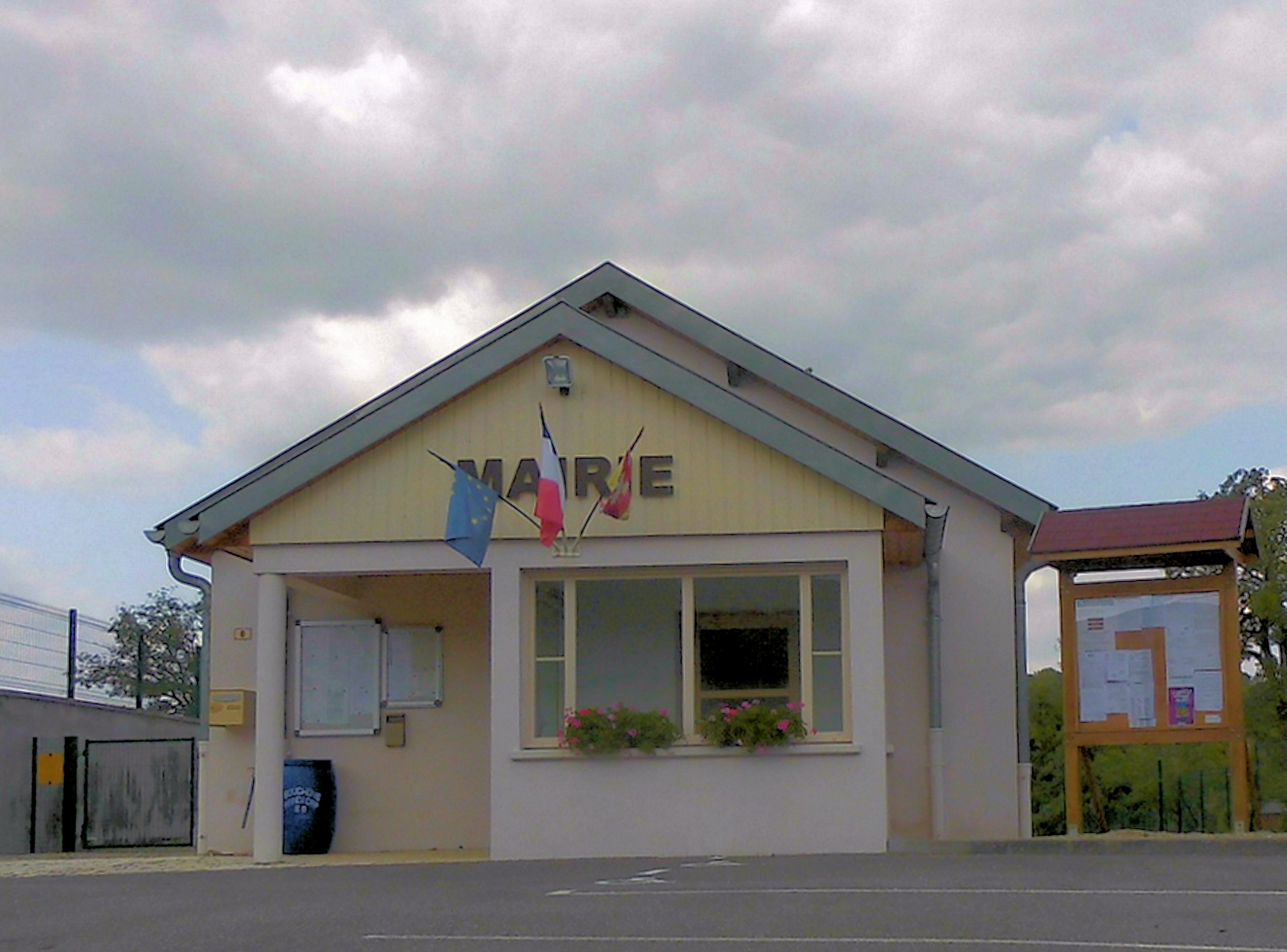
La mairie.

En 2023, le budget de la commune était constitué ainsi :
- total des produits de fonctionnement : 75 000 €, soit 815 € par habitant ;
- total des charges de fonctionnement : 64 000 €, soit 699 € par habitant ;
- total des ressources d'investissement : 18 000 €, soit 193 € par habitant ;
- total des emplois d'investissement : 45 000 €, soit 486 € par habitant ;
- endettement : 0 €, soit 0 € par habitant.

Avec les taux de fiscalité suivants :
- taxe d'habitation : 25,25 % ;
- taxe foncière sur les propriétés bâties : 41,21 % ;
- taxe foncière sur les propriétés non bâties : 24,69 % ;
- taxe additionnelle à la taxe foncière sur les propriétés non bâties : 0,00 % ;
- cotisation foncière des entreprises : 0,00 %.

Chiffres clés Revenus et pauvreté des ménages en 2021 : médiane en 2021 du revenu disponible, par unité de consommation.

### Administration
| Période                                  | Période   | Identité                    | Étiquette | Qualité |
| ---------------------------------------- | --------- | --------------------------- | --------- | ------- |
| Les données manquantes sont à compléter. |           |                             |           |         |
| mars 1977                                | mars 1989 | Alain Bernard (1948-2016)   |           | VRP     |
| mars 1989                                | mars 2014 | Bernard Mathieu (1947-2016) | DVD       |         |
| mars 2014                                | En cours  | Jean-Marie Crevisy          |           | [ 29 ]  |

## Population et société

### Démographie

#### Évolution démographique
L'évolution du nombre d'habitants est connue à travers les recensements de la population effectués dans la commune depuis 1793. Pour les communes de moins de 10 000 habitants, une enquête de recensement portant sur toute la population est réalisée tous les cinq ans, les populations de référence des années intermédiaires étant quant à elles estimées par interpolation ou extrapolation. Pour la commune, le premier recensement exhaustif entrant dans le cadre du nouveau dispositif a été réalisé en 2006.

En 2022, la commune comptait 80 habitants, en évolution de −11,11 % par rapport à 2016 (Vosges : −2,96 %, France hors Mayotte : +2,11 %).
| 1793 | 1800 | 1806 | 1821 | 1831 | 1836 | 1841 | 1846 | 1856 |
| ---- | ---- | ---- | ---- | ---- | ---- | ---- | ---- | ---- |
| 237  | 243  | 249  | 260  | 307  | 295  | 306  | 324  | 285  |

| 1861 | 1866 | 1876 | 1881 | 1886 | 1891 | 1896 | 1901 | 1906 |
| ---- | ---- | ---- | ---- | ---- | ---- | ---- | ---- | ---- |
| 290  | 298  | 253  | 237  | 263  | 213  | 217  | 200  | 182  |

| 1911 | 1921 | 1926 | 1931 | 1936 | 1946 | 1954 | 1962 | 1968 |
| ---- | ---- | ---- | ---- | ---- | ---- | ---- | ---- | ---- |
| 152  | 116  | 109  | 99   | 87   | 91   | 94   | 127  | 93   |

| 1975 | 1982 | 1990 | 1999 | 2006 | 2011 | 2016 | 2021 | 2022 |
| ---- | ---- | ---- | ---- | ---- | ---- | ---- | ---- | ---- |
| 83   | 88   | 90   | 71   | 81   | 91   | 90   | 85   | 80   |

### Enseignement
Établissements d'enseignements :
- Écoles maternelles et primaires à Soulosse-sous-Saint-Élophe, Neufchâteau.
- Collèges à Neufchâteau, Châtenois, Liffol-le-Grand, Colombey-les-Belles.
- Lycées à Neufchâteau, Mandres-sur-Vair, Contrexéville.

### Santé
Professionnels et établissements de santé :
- Médecins à Neufchâteau, Coussey, Châtenois, Vicherey, Gironcourt-sur-Vraine, Sauvigny, Liffol-le-Grand.
- Pharmacies à Neufchâteau, Coussey, Châtenois, Vicherey, Gironcourt-sur-Vraine, Liffol-le-Grand, Colombey-les-Belles.
- Hôpitaux à Neufchâteau, Vittel, Mirecourt, Mattaincourt.

### Cultes
- Culte catholique, Paroisse Saint-Nicolas-Sainte-Jeanne-d'Arc[36], Diocèse de Saint-Dié.

## Économie

### Entreprises et commerces

#### Commerces
- Commerces et services de proximité[37].

## Culture locale et patrimoine

### Lieux et monuments

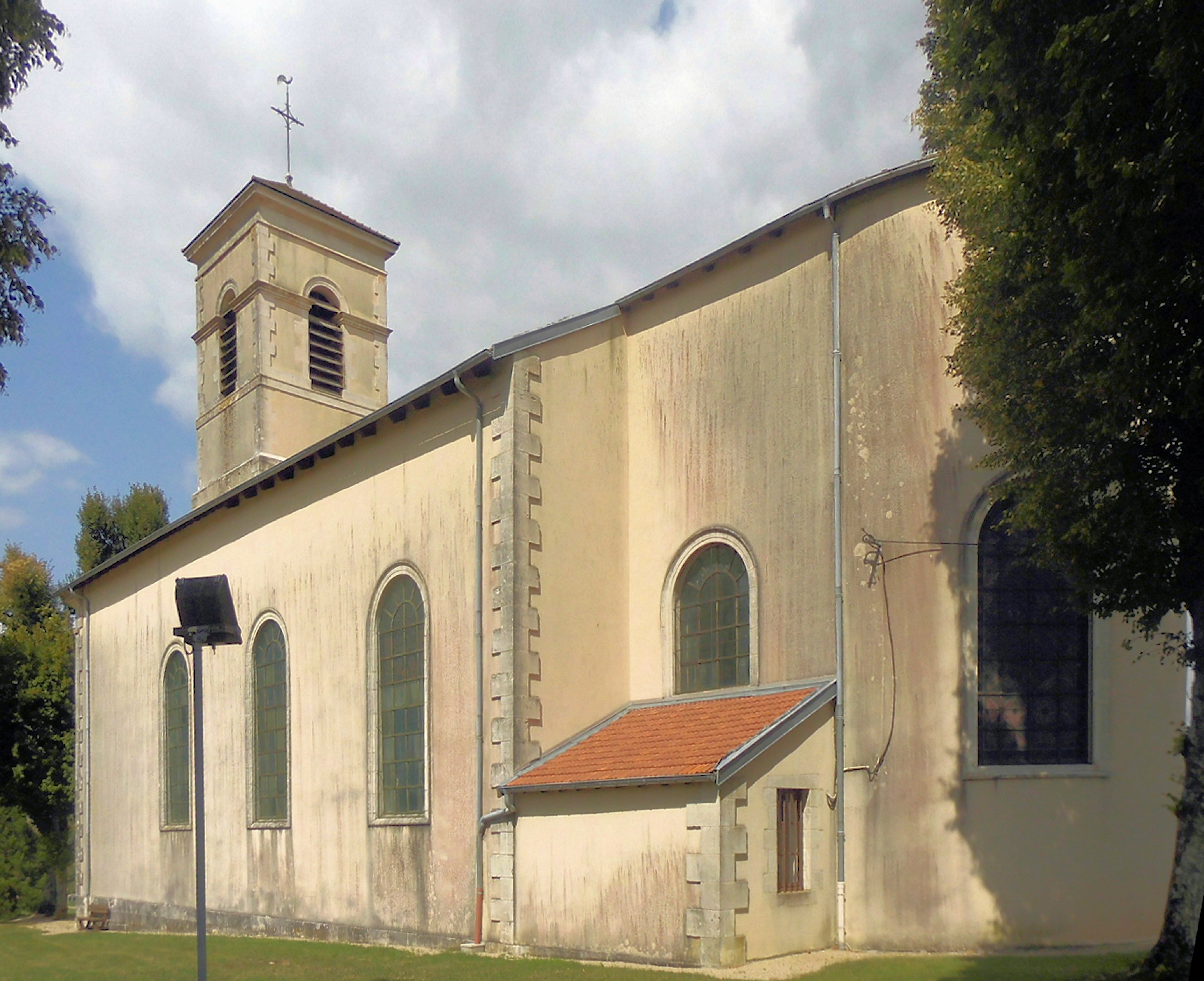
L'église Saint-Epvre.
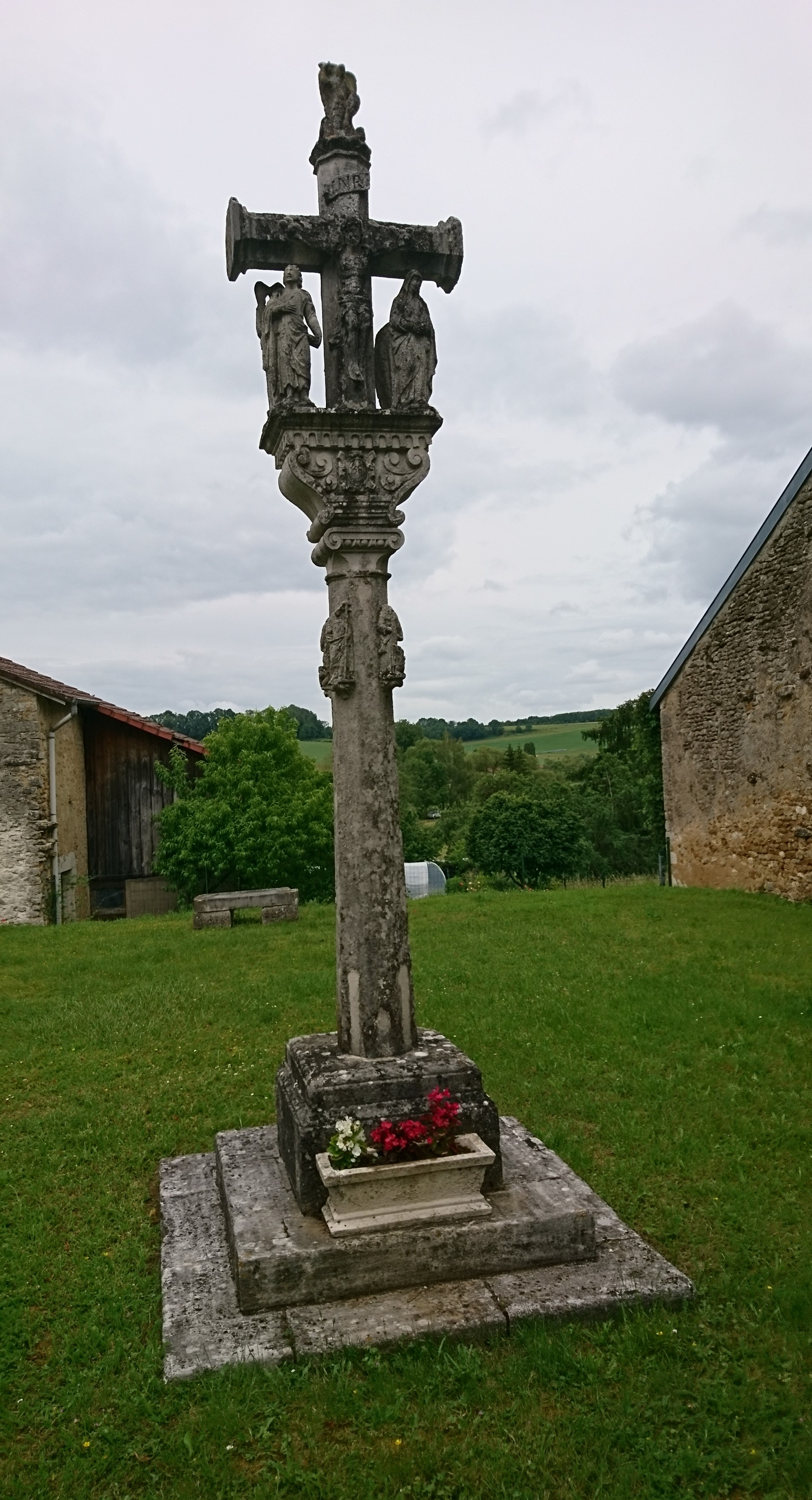
Croix en pierre XVIe siècle.
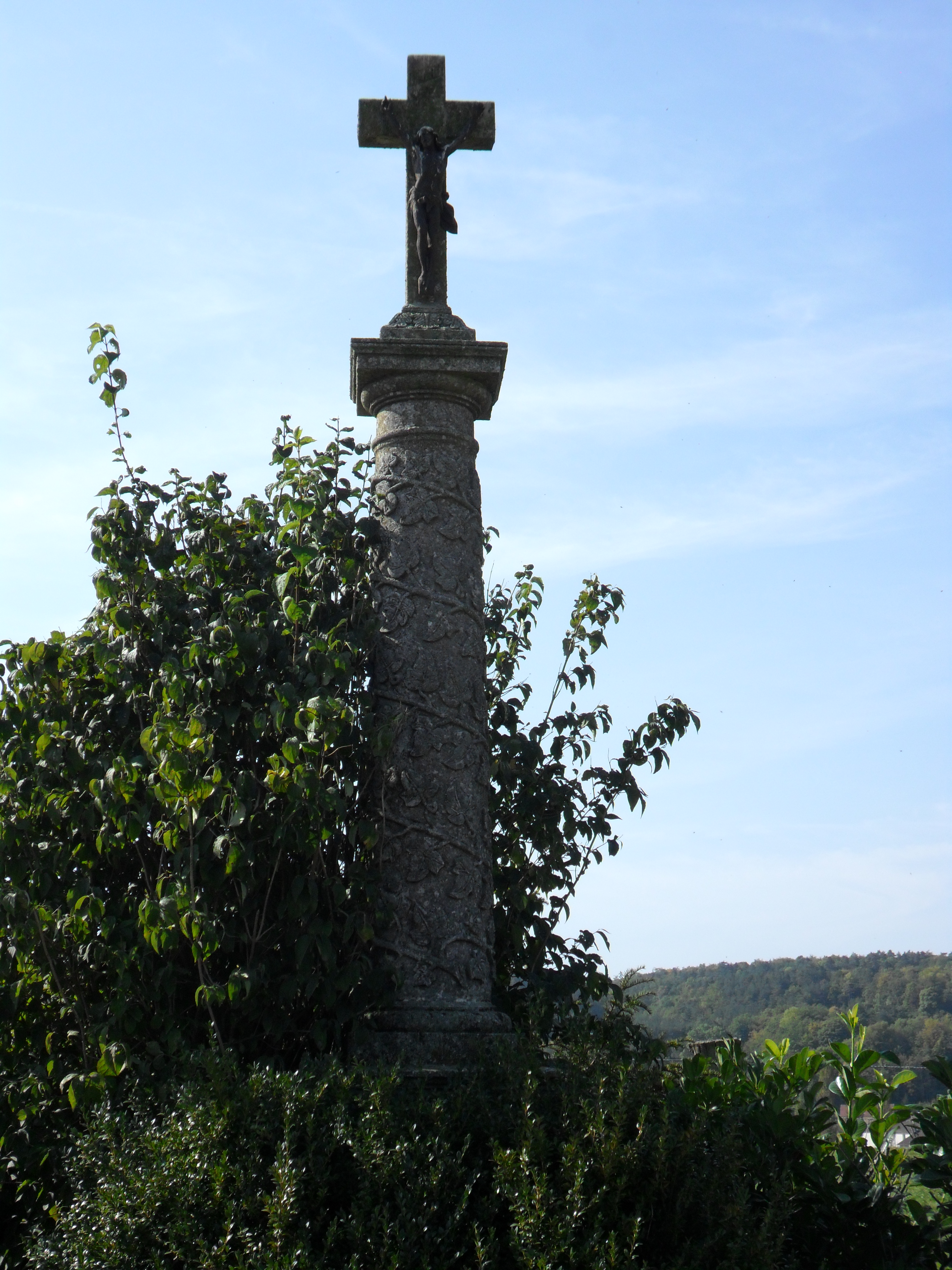
Croix en pierre.

- Église paroissiale Saint-Epvre[38],
- Croix en pierre datant de 1581, classée  au titre des monuments historiques par arrêté du 14 juin 1909[39],
- Monument aux morts[40],
- Un inventaire topographique a été réalisé par le service régional de l’inventaire général du patrimoine culturel[41]
- Demeure dit le Château[42],
- Lavoir Saint-Epvre[43],
- Pont routier[44].
- Fermes.

### Personnalités liées à la commune
- Jean Nicolas Jeannoël, ecclésiastique[45].
- Médaillés de Sainte Hélène :

Jean-Claude Humbert.
Dominique Truc.
Jean-Nicolas Chognot.

### Héraldique
| Blason | Blasonnement : D'or à la bande de gueules chargée de trois fleurs de lys d'argent. Commentaires : Il s’agit du blason de la famille du Châtelet, d’ancienne chevalerie. Cette famille est l’une des quatre familles dites « Grands chevaux de Lorraine ». |

## Pour approfondir